# Giovanni Giustiniani Longo
Giovanni Giustiniani Longo (Gênova, 12 de março de 1385-4 de junho de 1453) foi um militar italiano.
Serviu como cônsul da República de Gênova na Crimeia controlada pelos mongóis entre 1449 e 1450. Católico, mas sobretudo cristão, Longo reuniu soldados genoveses para lutar em Constantinopla contra o assédio dos turcos otomanos em 1453, visando defender estrategicamente este bastião da cristandade.
As poucas centenas de comandados que conseguiu reunir constituíram o maior reforço recebido pelo Império Bizantino, isolado pelo cisma com a Igreja Católica e as nações ocidentais.
O imperador Constantino XI Paleólogo designou Longo para a defesa da muralha oeste da cidade, e sua liderança inspirada levou a pequenas vitórias contra os otomanos. Ferido no último dia do cerco, foi retirado do campo de batalha em um navio genovês. A sua ausência fez desabar o moral bizantino, e a derrota foi inevitável.

## Morte
Após ser gravemente ferido, e depois de ter lutado e ter resistido bravamente, mesmo com propostas tentadoras do sultão a mudar de lado. Depois, no meio da confusão, o portão da cidade foi deixado aberto e ele foi gravemente ferido decidindo se retirar do campo de batalha.
Ele deu a ordem para o navio partir, e ele partiu, ele não conseguiu resistir aos ferimentos, morreu vendo a cidade em chamas